# André-Philippe Futa
André-Philippe Futa (26 de agosto de 1943 - Paris, 1 de outubro de 2009) foi um político da República Democrática do Congo.

## Biografia
André-Philippe Futa Mudiumbula Tshitumbu Tshipadi nasceu em Miabi, distrito de Tshilenge, República Democrática do Congo como filho único de Kabongo wa Mfuta wa Kalubi e Tshiambuaya Marie-Madeleine. Ele era um membro da família real de Bena Mbayi e Bakwa Dishi.
Futa foi admitido na Universidade Oficial do Congo (UOC), onde estudou ciências agronômicas e se formou com distintas honras como engenheiro agrícola. Ele então se mudou para Kamina, onde se tornou o chefe da Companie des Grands Elevages de Katongola regional. Em 1972, tornou-se professor assistente na Université National du Zaïre.
Ele então frequentou a Universidade da Flórida, obtendo um mestrado em Economia de Alimentos e Recursos em 1976. Em 1979, ele obteve seu Ph.D. da Oklahoma State University.
Em 1980, foi funcionário do Banco Africano de Desenvolvimento (ADB) em Abidjan, Costa do Marfim, onde passou a maior parte de sua carreira. Em 1997, ele foi enviado para o Centro Internacional de Fisiologia e Ecologia de Insetos (ICIPE) como Diretor. Dois anos depois, ele voltou ao ADB como Diretor Representante da África Oriental no escritório regional de Addis Abeba, Etiópia.
Em abril de 2001, Futa voltou a Kinshasa quando foi chamado pelo Presidente da República Democrática do Congo para se juntar ao seu governo como Ministro da Agricultura, Pesca e Pecuária. O presidente Joseph Kabila mostrou mais uma vez sua confiança em Futa, nomeando-o para o Ministério da Economia em novembro de 2002. Na conclusão das negociações de paz, um Governo de Unidade Nacional foi estabelecido em junho de 2003, no qual Futa foi sucessivamente nomeado Ministro da Indústria e depois Ministro das Finanças. Ele ocupou o último cargo até novembro de 2005. Durante seu mandato como Ministro das Finanças, Futa foi eleito Presidente da Assembleia de Governadores do Banco Mundiale Fundo Monetário Internacional.
Durante a Convenção Nacional do Partido da Aliança Nacional pela Unidade (PANU) em março de 2006, ele foi eleito Presidente do Partido.
O Dr. Futa foi membro de várias organizações profissionais, incluindo Omicron Delta Epsilon e a International Association of Agricultural Economists. Ele publicou trabalhos sobre desenvolvimento econômico.
Ele morreu em 1º de outubro de 2009 em Paris.